# اریش هرمان
اریش هرمان (انگلیسی: Erich Herrmann; ۳۱ مهٔ ۱۹۱۴ – ۱۳ آوریل ۱۹۸۹) بازیکن هندبال اهل آلمان بود.